# Härkäletto
Härkäletto är en ö i Finland. Den ligger i Bottenviken och i kommunen Simo i den ekonomiska regionen  Kemi-Torneå i landskapet Lappland, i den norra delen av landet. Ön ligger omkring 120 kilometer söder om Rovaniemi och omkring 590 kilometer norr om Helsingfors.
Öns area är 3,4 hektar och dess största längd är 440 meter i sydöst-nordvästlig riktning.